# 热村 (德塞夫勒省)
热村（法語：Geay，法語發音：[ʒɛ]）是法国德塞夫勒省的一个市镇，属于布雷叙尔区。

## 地理
热村（46°52'49"N, 0°19'34"W）面积19.25 平方千米，位于法国新阿基坦大区德塞夫勒省，该省份为法国西部内陆省份，北起曼恩-卢瓦尔省，西接旺代省，南至夏朗德省和滨海夏朗德省，东临维埃纳省。
与热村接壤的市镇（或旧市镇、城区）包括：布雷敘爾、费拉贝斯、吕谢图阿尔赛、皮埃尔菲特、圣热姆。

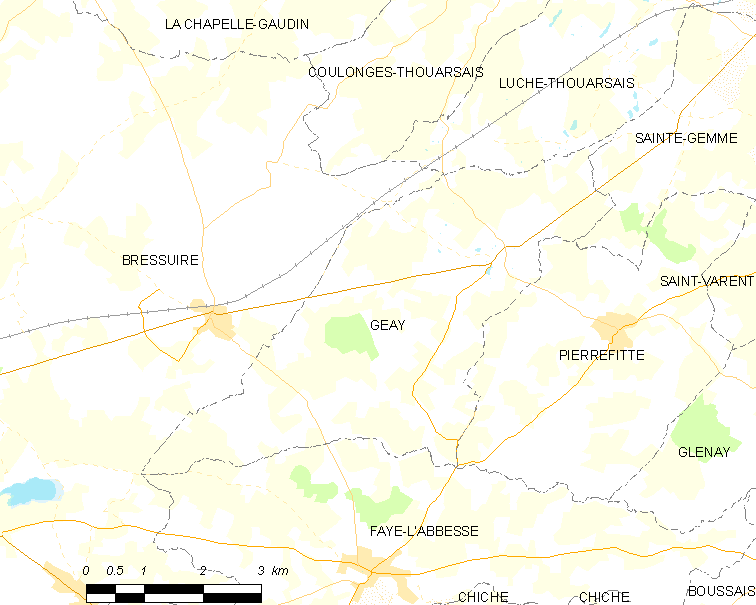
的OSM定位图

热村的时区为UTC+01:00、UTC+02:00（夏令时）。

## 行政
热村的邮政编码为79330，INSEE市镇编码为79131。

## 政治
热村所属的省级选区为布雷叙尔县。

## 人口

1962-2008年间人口变化图示

热村于2022年1月1日时的人口数量为337人。